# Nagroda za zdjęcia na Festiwalu Polskich Filmów Fabularnych
Nagroda za zdjęcia na Festiwalu Polskich Filmów Fabularnych w Gdyni przyznawana od początku istnienia imprezy. Najwięcej, trzykrotnie nagradzani byli Zygmunt Samosiuk i Artur Reinhart. Dwukrotnie byli nagradzani: Sławomir Idziak, Jerzy Wójcik, Witold Adamek, Paweł Edelman, Krzysztof Ptak, Arkadiusz Tomiak, Adam Bajerski, Marcin Koszałka, Jerzy Zieliński, Ryszard Lenczewski i Jolanta Dylewska. Nagrodą dla laureata jest 15 tysięcy złotych.

## Laureaci nagrody

### 1974–1979
- 1974: nagroda ex-aequo
  - Zygmunt Samosiuk – Zapis zbrodni
  - Sławomir Idziak – Odejścia, powroty
- 1975: naroda ex-aequo
  - Bogdan Dziworski – Wieczne pretensje
  - Jerzy Wójcik – Opadły liście z drzew
  - Bronisław Baraniecki – Koniec babiego lata
- 1976: nagroda ex-aequo
  - Sławomir Idziak – Partita na instrument drewniany
  - Stanisław Loth – Beniamiszek
- 1977: Zygmunt Samosiuk – Sprawa Gorgonowej
- 1978: Zygmunt Samosiuk – ...Gdziekolwiek jesteś panie prezydencie...
- 1979: Jerzy Zieliński – Aria dla atlety

### 1980–1989
- 1980: Ryszard Lenczewski – Pałac
- 1981: Witold Stok – W biały dzień
- 1984: Wit Dąbal – Wir
- 1985: Witold Adamek – Baryton, Nadzór oraz Yesterday
- 1986: Krzysztof Pakulski – Przez dotyk oraz Ucieczka
- 1987: Jerzy Wójcik – Anioł w szafie
- 1988: Witold Adamek – Dotknięci, Krótki film o miłości oraz Obywatel Piszczyk
- 1989: nie przyznano nagród regulaminowych

### 1990–1999
- 1990: Krzysztof Ptak – 300 mil do nieba oraz Kornblumenblau
- 1991: nagroda ex-aequo
  - Paweł Edelman – Kroll
  - Zdzisław Najda – Diabły, diabły
- 1992: Jarosław Szoda – Wszystko co najważniejsze...
- 1993: Jolanta Dylewska – Rozmowa z człowiekiem z szafy
- 1994: Tomasz Wert – Podróż na wschód
- 1995: Wiesław Zdort – Pokuszenie
- 1996: Łukasz Kośmicki – Gry uliczne oraz Poznań 56
- 1997: Paweł Edelman – Kroniki domowe
- 1998: Artur Reinhart – Nic
- 1999: Witold Sobociński – Wrota Europy

### 2000–2009
- 2000: Arkadiusz Tomiak – Daleko od okna
- 2001: Marian Prokop – Stacja
- 2002: Krzysztof Ptak – Edi
- 2003: nagroda ex-aequo
  - Adam Bajerski – Zmruż oczy
  - Paweł Śmietanka – Zmruż oczy
- 2004: Marcin Koszałka – Pręgi
- 2005: nagroda ex-aequo
  - Bartosz Prokopowicz – Komornik
  - Artur Reinhart – Jestem
- 2006: nagroda ex-aequo
  - Bogumił Godfrejów – Z odzysku
  - Arkadiusz Tomiak – Palimpsest oraz Statyści
- 2007: Adam Bajerski – Sztuczki
- 2008: Michał Englert − 33 sceny z życia
- 2009: Marcin Koszałka − Rewers

### Od 2010
- 2010: Artur Reinhart − Wenecja
- 2011: Adam Sikora − Essential Killing
- 2012: Jolanta Dylewska − W ciemności
- 2013: Łukasz Żal, Ryszard Lenczewski − Ida
- 2014: Kacper Fertacz − Hardkor Disko
- 2015: Jerzy Zieliński − Letnie przesilenie
- 2016: Piotr Sobociński Jr. – Wołyń
- 2017: Lennert Hillerge – Pomiędzy słowami
- 2018: nagroda ex-aequo:
  - Jakub Kijowski – Fuga
  - Jacek Podgórski – Krew Boga
- 2019: Witold Płóciennik – Ikar. Legenda Mietka Kosza